# Тумбенска гробница II
Тумбенската гробница IΙ (на гръцки: Μακεδονικός Τάφος στη Τούμπα) е погребално съоръжение от IV век пр. Хр., разположено край боймишкото село Тумба, Гърция.
Гробницата заедно със съседната Тумбенска гробница I е разположена североизточно от село Тумба на пътя свързващ неидентифицираното антично селище край Тумба с Европос. Гробницата е разкопана от 16 ефория за праисторически и класически старини, след като е била обрана. Представлява цистова гробница от IV век пр. Хр., вероятно на човек, принадлежащ към хетайрите. Гробницата е иззидана в изодомен градеж и украсена с цветен гипс отстрани. В камерата са открити погребални дарове – предимно керамични съдове, което говори, че е имало клине – погребално ложе. Открити са също така и човешки останки – части от ръка и крак. На листо от златен венец, погребален дар, е изписано името на покойника – Ботакос, име етимологически свързано с отглеждането на добитък. Гробищният насип е правен постепенно, за да е по-голям. На метър висоична са открити следи от пира в чест на покойника. Още метър по-нагоре са открити следи от втори ритуал – енагисмос: червенофигурно пелике с пробито дъно, положено наобратно върху плосък ред камъни, остатъците от позлатен бронзов венец, както и зле запазена бронзова монета.
В 1986 година гробницата е обявена за защитен паметник.